# Diestostemma rufocirculum
Diestostemma rufocirculum är en insektsart som beskrevs av Schmidt 1910. Diestostemma rufocirculum ingår i släktet Diestostemma och familjen dvärgstritar. Inga underarter finns listade i Catalogue of Life.